# قائد الطائرة المسؤول

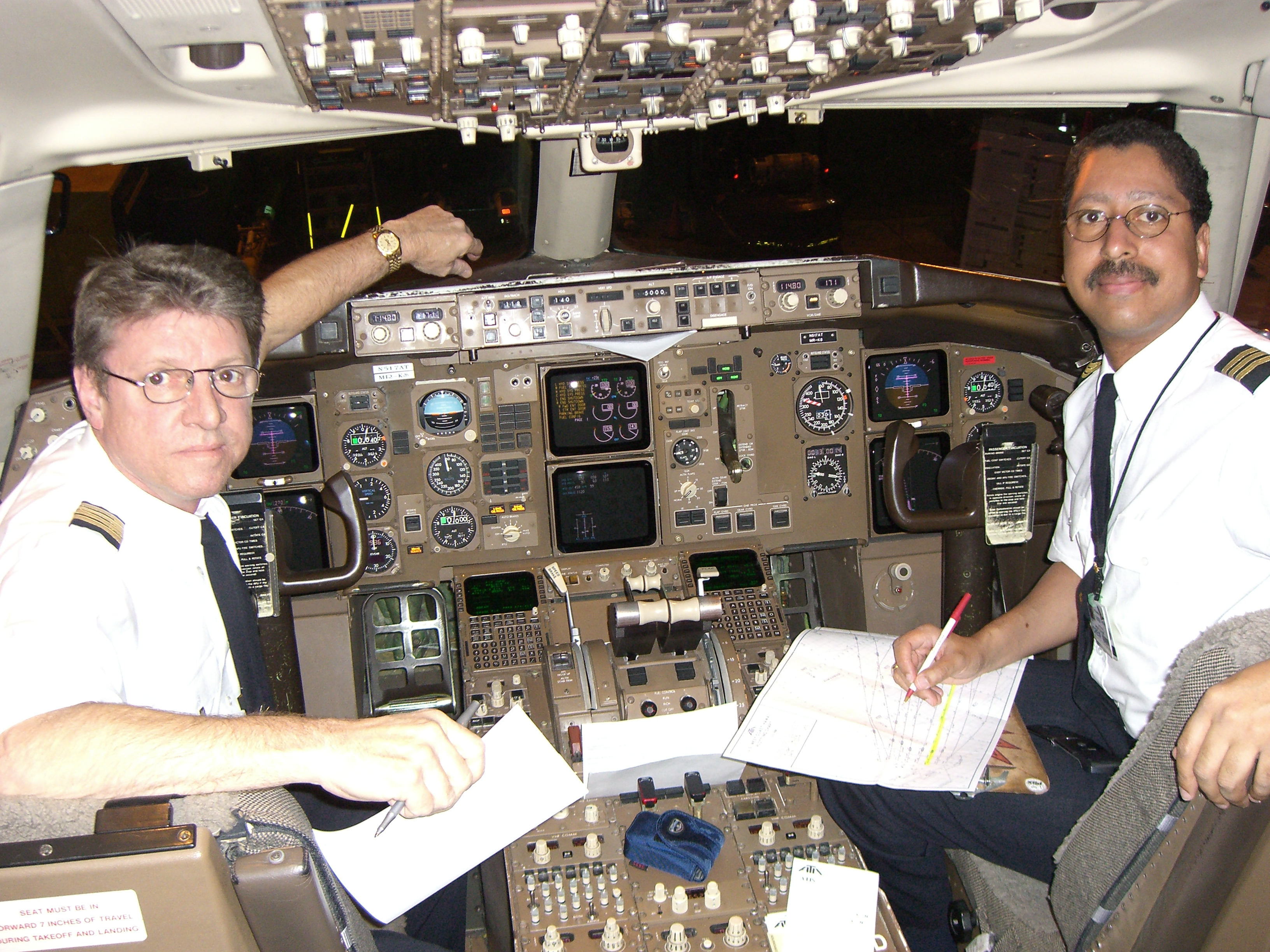
يجب أن يحمل الطيار الموجود في القيادة رتبة كابتن، ويجلس عادة في المقعد الأيسر. يمكن أن يكون الضابط الثاني في القيادة ضابطًا أول أو قائدًا آخر، وسيشغل المقعد الأيمن. يوجد استثناء حيث يتم تدريب الكابتن، وفي هذه الحالة سيحتل قبطان قمرة القيادة، وسيكون قائد التدريب هو الطيار في القيادة وسيشغل المقعد المناسب.

قائد الطائرة المسؤول أو الطيار المسؤول (pilot in command) اختصاراً (PIC) هو الشخص الموجود على متن الطائرة والمسؤول في النهاية عن تشغيلها وسلامتها أثناء الرحلة. القبطان هو أحد أفراد الطاقم الجوي النموذجي والمكون من طيارين أو ثلاثة طيارين، أو «طيار» إذا كان هناك طيار واحد فقط معتمد ومؤهل في ضوابط الطائرة. يجب أن تكون الموافقة المسبقة عن علم معتمدة قانونًا (أو مخولة بطريقة أخرى) لتشغيل الطائرة لظروف الرحلة والطيران المحددة، ولكن ليس من الضروري أن يقوم بتشغيل وتحريك وتعديل ضوابط التحكم في كل الأوقات. الموافقة المسبقة عن علم هو الشخص المسؤول قانونًا عن الطائرة وسلامة طيرانها وتشغيلها، وعادة ما يكون الشخص الرئيسي المسؤول عن انتهاك أي قاعدة طيران.
قد يختلف التعريف القانوني الدقيق للموافقة المسبقة عن علم قليلاً من بلد إلى آخر. منظمة الطيران المدني الدولي، إحدى وكالات الأمم المتحدة، تعريفها هو: «الطيار المسؤول عن تشغيل وسلامة الطائرة أثناء زمن الرحلة». تحدد إدارة الطيران الفيدرالية الأمريكية وقت الرحلة للطائرات على أنه «وقت تجريبي يبدأ عندما تتحرك طائرة بقوتها الخاصة لغرض الرحلة وينتهي عند سكون الطائرة بعد الهبوط.» وهذا يشمل عادة تدريج الطائرة (التاكسي)، والتي تنطوي على عملية أرضية من وإلى المدرج، طالما يتم تنفيذ التاكسي بنية تحليق الطائرة.

يُعرِّف قانون اللوائح الفيدرالية (CFR) الأمريكي (CFR Title 14, Part 1, Section 1.1) «قائد الطائرة المسؤول» على النحو التالي:
...الشخص الذي:
1. يتمتع بالسلطة والمسؤولية النهائية لتشغيل وسلامة الرحلة؛
2. تم تعيينه كطيار في القيادة قبل الرحلة أو خلالها؛ و
3. يحمل التصنيف والفئة والنوع المناسبين، إذا كان ذلك مناسبًا، لإجراء الرحلة.

## لوائح قائد الطائرة المسؤول في إدارة الطيران الفيدرالية الأمريكية والإيكاو

### العمل كطيار في القيادة
بموجب قانون (U.S. FAA FAR 91.3)، «مسؤولية وسلطة الطيار المسؤول»، تعلن إدارة الطيران الفيدرالية:

1. قائد الطائرة هو المسؤول المباشر عن تشغيل تلك الطائرة وهو السلطة النهائية فيما يتعلق بتشغيلها.
2. في حالة الطوارئ أثناء الرحلة التي تتطلب إجراءً فوريًا، قد ينحرف الطيار المسؤول عن أي قاعدة من هذا الجزء إلى الحد المطلوب لمواجهة حالة الطوارئ.
3. يجب على كل طيار في القيادة ينحرف عن قاعدة بموجب الفقرة (ب) من هذا القسم ، بناءً على طلب المسؤول، إرسال تقرير مكتوب عن هذا الانحراف إلى المسؤول.

تمنح (U.S. FAA FAR 121.533(e)) سلطة نهائية واسعة وكاملة لقادة الخطوط الجوية: «يتمتع كل طيار في القيادة بالسيطرة الكاملة والسلطة في تشغيل الطائرة، على سبيل المثال لا الحصر، على أفراد الطاقم الآخرين وواجباتهم أثناء وقت الرحلة، سواء أكان ذلك أم لا يحمل شهادات سارية المفعول تسمح له بأداء واجبات أفراد الطاقم هؤلاء».

قواعد منظمة الطيران المدني الدولي ودول أخرى مماثلة. في الملحق 2 (Annex 2)، «قواعد الجو»، تحت المساواة. «2.3.1 مسؤولية قائد الطائرة»، تعلن منظمة الطيران المدني الدولي:
يجب أن يكون قائد الطائرة، سواء كان يشغل الضوابط أم لا، مسؤولاً عن تشغيل الطائرة وفقًا لقواعد الجو، باستثناء أنه يجوز للطيار في القيادة الخروج عن هذه القواعد في الظروف. تجعل هذا المغادرة ضروريًا للغاية من أجل السلامة.
في الملحق 2 (Annex 2)، قدم المساواة. «2-4 سلطة قائد الطائرة»، تضيف منظمة الطيران المدني الدولي:
يكون لقائد الطائرة السلطة النهائية فيما يتعلق بالتصرف فيها أثناء القيادة.
كل من FAR 91.3 (b) وملحق إيكاو 2 (Annex 2)، على قدم المساواة. 2.3.1، على وجه التحديد تمكين الموافقة المسبقة عن علم لتجاوز أي لائحة أخرى في حالة الطوارئ، واتخاذ الإجراء الأكثر أمانًا وفقًا لتقديره / ها. يعكس هذا الحكم السلطة الممنوحة لقباطنة السفن في البحر، مع تبريرات مماثلة. إنه يمنح الموافقة المسبقة عن علم بشكل أساسي السلطة النهائية في أي حالة تنطوي على سلامة الرحلة، بغض النظر عن أي قانون أو لائحة أخرى.

### تسجيل وقت قائد الطائرة
تحت US FAA FAR 14 CFR 61.51، تسجيل وقت الرحلة كموافقة المسبقة عن علم يختلف عن العمل كموافقة مسبقة عن علم قانونية للرحلة. بشكل عام، يجوز للموافقة المسبقة عن علم لرحلة معينة دائمًا تسجيل وقت طيرانه على هذا النحو، بينما قد يُصرح أو لا يُصرح لأعضاء الطاقم الآخرين بتسجيل وقتهم في تلك الرحلة باعتباره وقت الموافقة المسبقة عن علم، اعتمادًا على الظروف المحددة والاختصاص القضائي المسيطر.
يمكن أحيانًا استخدام الوقت الذي تم تسجيله كـ «طالب طيار في القيادة» (SPIC) جزئيًا في متطلبات الساعة لإصدار رخصة طيار تجاري (CPL). قد يتم استخدام الوقت الذي تم تسجيله كـ «طيار في القيادة تحت الإشراف» (PICUS) جزئيًا نحو متطلبات الساعة لإصدار رخصة طيار النقل الجوي (ATPL).